# Secondo voi (programma televisivo 1977)
Secondo voi è stato un programma televisivo di varietà e gioco a premi, andato in onda dal 2 ottobre 1977 al 6 gennaio 1978 sulla Rete 1 della Rai (l'odierna Rai 1), all'interno del contenitore domenicale pomeridiano Domenica in, abbinato alla Lotteria Italia e condotto da Pippo Baudo.
Fu il primo programma abbinato alla Lotteria Italia trasmesso a colori, ed anche il primo condotto dal presentatore con questa tecnologia. 
Gli autori erano lo stesso Baudo, Adolfo Perani, Michele Guardì ed Enzo Di Pisa. Nella conduzione, Baudo fu affiancato da quattro giovani artisti che in seguito sarebbero diventati famosi: Fioretta Mari, Jinny Steffan, Tullio Solenghi e Beppe Grillo.

## Il programma
Il programma, in onda alle 17:00, era dedicato agli ultimi 50 anni di storia italiana; in ogni puntata si trattava di un quinquennio di storia presentandone le mode, i personaggi, ecc. Ai tre concorrenti presenti in studio veniva proposto un quiz musicale, che consisteva nell'indovinare il titolo di una famosa canzone del quinquennio  preso in esame partendo da cinque parole prese a caso dalla canzone stessa.
Tale gara era inframezzata dagli sketch comici realizzati a turno da Fioretta Mari, Jinny Steffan, Tullio Solenghi e Beppe Grillo ed in ogni puntata interveniva come ospite anche un famoso cantante, diverso ogni settimana.
Ospiti fisse del programma erano il gruppo musicale de Le Streghe, che interpretavano anche la sigla finale Don don baby, mentre quella iniziale, Secondo te...che gusto c'è era cantata da Enzo Jannacci.
Oltre al programma vero e proprio ne veniva trasmessa anche un'anteprima alle 14:30, quest'ultima introdotta dal brano Isotta cantato da Pippo Franco (che faceva da sigla al programma) con disegni animati da Bruno Bozzetto (che riscosse molto successo) con protagonista l'automobile Isotta, che divenne la mascotte del programma, di cui fu commercializzato anche il peluche. Il programma andava in onda dagli studi Rai di Milano.